# Mistrovství Jižní Ameriky ve fotbale 1919
Mistrovství Jižní Ameriky ve fotbale 1919 bylo třetí mistrovství pořádané fotbalovou asociací CONMEBOL. Vítězem se stala Brazilská fotbalová reprezentace.

## Tabulka
| Tým       | Z | V | R | P | VG | IG | +/- | B |
| --------- | - | - | - | - | -- | -- | --- | - |
| Brazílie  | 3 | 2 | 1 | 0 | 11 | 3  | +8  | 5 |
| Uruguay   | 3 | 2 | 1 | 0 | 7  | 4  | +3  | 5 |
| Argentina | 3 | 1 | 0 | 2 | 7  | 7  | 0   | 2 |
| Chile     | 3 | 0 | 0 | 3 | 1  | 12 | -11 | 0 |

- Týmy  Brazílie a  Uruguay měly stejný počet bodů. O prvním místě rozhodl rozhodující zápas.

## Zápasy
| 11. května 1919                                      |       |       |                                                                                  |
| Brazílie                                             | 6 – 0 | Chile | Estádio das Laranjeiras, Rio de Janeiro rozhodčí: Juan Pedro Barbera (Argentina) |
| Friedenreich 19', 38', 76' Neco 21', 83' Haroldo 79' |       |       | Estádio das Laranjeiras, Rio de Janeiro rozhodčí: Juan Pedro Barbera (Argentina) |

| 13. května 1919                |       |                                          |                                                                         |
| Argentina                      | 2 – 3 | Uruguay                                  | Estádio das Laranjeiras, Rio de Janeiro rozhodčí: Robert Todd (England) |
| Izaguirre 34' Varela 79' (vl.) |       | C. Scarone 19' H. Scarone 23' Gradín 85' | Estádio das Laranjeiras, Rio de Janeiro rozhodčí: Robert Todd (England) |

| 17. května 1919             |       |       |                                                                             |
| Uruguay                     | 2 – 0 | Chile | Estádio das Laranjeiras, Rio de Janeiro rozhodčí: Adilton Ponteado (Brazil) |
| C. Scarone 31' J. Pérez 43' |       |       | Estádio das Laranjeiras, Rio de Janeiro rozhodčí: Adilton Ponteado (Brazil) |

| 18. května 1919                   |       |               |                                                                         |
| Brazílie                          | 3 – 1 | Argentina     | Estádio das Laranjeiras, Rio de Janeiro rozhodčí: Robert Todd (England) |
| Héitor 22' Amílcar 57' Millón 77' |       | Izaguirre 65' | Estádio das Laranjeiras, Rio de Janeiro rozhodčí: Robert Todd (England) |

| 22. května 1919                     |       |            |                                                                              |
| Argentina                           | 4 – 1 | Chile      | Estádio das Laranjeiras, Rio de Janeiro rozhodčí: Joaquim de Castro (Brazil) |
| Clarcke 10', 23', 62' Izaguirre 13' |       | France 33' | Estádio das Laranjeiras, Rio de Janeiro rozhodčí: Joaquim de Castro (Brazil) |

| 26. května 1919           |       |               |                                                                         |
| Uruguay                   | 2 – 2 | Brazílie      | Estádio das Laranjeiras, Rio de Janeiro rozhodčí: Robert Todd (England) |
| Gradín 13' C. Scarone 17' |       | Neco 29', 63' | Estádio das Laranjeiras, Rio de Janeiro rozhodčí: Robert Todd (England) |

## Rozhodující zápas
| 29. května 1919   |               |         |                                                                                  |
| Brazílie          | 1–0 (prodl.)* | Uruguay | Estádio das Laranjeiras, Rio de Janeiro rozhodčí: Juan Pedro Barbera (Argentina) |
| Friedenreich 122' |               |         | Estádio das Laranjeiras, Rio de Janeiro rozhodčí: Juan Pedro Barbera (Argentina) |

(*) Byly hrány čtyři poločasy prodloužení (15 minut), tj. zápas se hrál celkem 150 minut, což je nejdéle v historii turnaje.